# Львовский конвейеростроительный завод
Львовский конвейеростроительный завод — промышленное предприятие тяжёлого и подъёмно-транспортного машиностроения, расположенное во Львове.

## История

### 1944—1991
В 1944 году на базе кустарных мастерских во Львове был создан механический завод, во время Великой Отечественной войны выпускавший в основном продукцию по военным заказам, но в послевоенное время перешедший на выпуск продукции гражданского назначения. К началу 1950-х завод освоил выпуск подъёмных кранов.
В 1960 году механический завод стал Львовским заводом средств механизации и автоматизации.
В 1964 году указом Министерства тяжелого, энергетического и транспортного машиностроения СССР завод был перепрофилирован — и в 1965 году стал заводом по выпуску конвейеров.
В 1970-е годы завод выпускал около 100 км конвейеров в год
В 1977 году Львовский конвейеростроительный завод стал головным предприятием Львовского производственного объединения «Конвейер» (объединившего завод и проектно-конструкторский институт конвейеростроения). По результатам деятельности в 1977 году, за достижения в повышении технического уровня и качества выпускаемой продукции завод был награждён дипломом ВЦСПС и Госстандарта СССР.
К началу 1980-х основной продукцией завода являлось типовое оборудование для подвесных грузонесущих конвейеров, подвесных толкающих конвейеров с клавишной и электромагнитной бесконтактной системой адресации грузов, а также для вертикального многокабинного (библиотечного) конвейера для межэтажного вертикального перемещения грузов с автоматической разгрузкой по адресам и типового оборудования для монореечных работ.
К началу 1990-х завод выпускал около 1000 км конвейеров в год, количество работников достигало 3200 человек.

### После 1991
В начале 1990-х годов государственный завод был акционирован и преобразован в открытое акционерное общество.
В сентябре 1998 года правительство Украины утвердило программу государственной поддержки комплексного развития города Львова, которая предусматривала выделение 750 тыс. гривен (в том числе, 700 тыс. гривен из средств государственного бюджета Украины) на освоение производства на Львовском конвейеростроительном заводе новых видов продукции.
В 2006—2007 гг. активы предприятия составляли 42,44 млн гривен.
15 февраля 2011 завод прошёл сертификацию на соответствие стандартам ISO 9001-2008.
К середине 2012 года численность работников завода составляла 150 человек.